# Szymon Rinalducci z Todi
Szymon Rinalducci z Todi (zm. 20 kwietnia 1322 r. w Bolonii) – włoski augustianin i błogosławiony Kościoła katolickiego.

## Biografia
Wkrótce po wstąpieniu do augustianów pełnił funkcję kaznodziei i lektora teologii. Wielokrotnie był wybierany na przeora. Pewnego dnia w 1318 na kapitule generalnej postawiono mu ciężkie niesłuszne zarzuty, które znosił z heroiczną pokorą. Zmarł 20 kwietnia 1320, a wcześniej przepowiedział datę swojej śmierci. W 1833 jego kult jako błogosławionego został zaaprobowany przez papieża Grzegorza XVI.